# 菅原那緒子
菅原 那緒子（すがわら なおこ、11月10日 - ）は、元テレビ岩手のアナウンサー。

## 来歴
北海道函館市出身。慶應義塾大学卒業。
大学を卒業後、2004年4月にテレビ岩手に入社。報道制作局アナウンス部に配属され、同局のアナウンサーになる。同期に同局アナウンサーの蔦京平がいる。
テレビ岩手在籍時には、『5きげんテレビ』と『ニュースプラス1いわて』のサブキャスターを務めていた。また、岩手県内の民放地上デジタル放送開始告示CMにテレビ岩手代表として出演した。
2009年に結婚。2010年夏から産休を取り、同年秋に第1子を出産した。そして1年間の育休期間を経て、2011年9月に職場復帰した。
その後、岩手県沿岸部の街へ引っ越すことになったのを機に、2014年3月にテレビ岩手を退社した。同局には、産休・育休期間も含めて10年間在籍した。なお、職場復帰後から声優出演していた特撮ドラマ『鉄神ガンライザー シリーズ』については、退社後も引き続き担当している。

## 担当番組
- 5きげんテレビ - サブキャスター、中継リポーター[4]
- 天気予報
- 24時間テレビ 「愛は地球を救う」
- ニュースプラス1いわて - サブキャスター、取材リポート[3]
- 鉄神ガンライザー シリーズ（『らどんぱ!』枠 → 『ガンライザーTV』枠で放送） - 声優：ぼっこ 役